# Haenam-gun
Haenam-gun (koreanska: 해남군) är en landskommun i provinsen Södra Jeolla i Sydkorea. Den ligger i den södra delen av landet, 330 km söder om huvudstaden Seoul. Vid slutet av 2020 hade den 70 218 invånare.
Den är indelad i en köping (eup) och tretton socknar (myeon):
Bugil-myeon,
Bukpyeong-myeon,
Gyegok-myeon,
Haenam-eup (centralort),
Hwangsan-myeon,
Hwasan-myeon,
Hwawon-myeon,
Hyeonsan-myeon,
Masan-myeon,
Munnae-myeon,
Okcheon-myeon,
Samsan-myeon,
Sani-myeon och
Songji-myeon.